# Góra Donas
Der Góra Donas ist ein 206,5 Meter hoher Berg bei Gdynia in Polen. Auf dem Góra Donas befindet sich ein 70 Meter hoher Sendeturm mit einer Aussichtsplattform in 26,5 Meter Höhe.